# Granskrika
Granskrika (Cyanocitta stelleri) är en amerikansk fågel i familjen kråkfåglar med vid utbredning från Alaska till Nicaragua.

## Utseende och läten
Granskrikan är en 30–34 cm lång blå och svart kråkfågel med en tydlig huvudtofs. I formen liknar den nära släktingen blåskrikan, men är mycket mörkare med helsvart huvud och mantel, mörkblå vingar och stjärt utan vitt och ljus blå övergump och buk. Fåglar i inlandet är generellt ljusare än de utmed kusten, med vita teckningar i ansiktet. Lätena varierar, med omusikaliska fallande "shaaaaaar" och snabba "shek shek shek shek".

## Utbredning och systematik
Granskrikan delas in i fyra grupper av 16 underarter med följande utbredning:
- stelleri-gruppen
  - Cyanocitta stelleri stelleri – södra Alaska och kustnära British Columbia till nordvästra Oregon
  - Cyanocitta stelleri carlottae – Haida Gwaii (British Columbia)
  - Cyanocitta stelleri frontalis – centrala Oregon till södra Kalifornien, flyttar till nordligaste Baja
  - Cyanocitta stelleri carbonacea – kustnära Kalifornien ((Marin och Contra Costa till Monterey County)
- Cyanocitta stelleri annectens – inre British Columbia till nordöstra Oregon och nordvästra Wyoming
- diademata-gruppen
  - Cyanocitta stelleri macrolopha – Klippiga bergen (Nevada och Utah till norra Sonora)
  - Cyanocitta stelleri diademata – västra Sierra Madre Occidental (sydöstra Sonora, Chihuahua och Jalisco)
  - Cyanocitta stelleri philippsi – centrala Mexiko (San Luis Potosí, Guanajuato och Hidalgo)
- coronata-gruppen
  - Cyanocitta stelleri coronata – högländer i centrala Mexiko (San Luis Potosí till norra Puebla)
  - Cyanocitta stelleri purpurea – sydvästra Mexiko (höglandet i västra och centrala Michoacán)
  - Cyanocitta stelleri azteca – bergstrakter i centrala Mexiko (Mexiko, Morelos, Puebla och väst-central Veracruz)
  - Cyanocitta stelleri teotepecencis – bergstrakter i södra Mexico (centrala och södra Guerrero)
  - Cyanocitta stelleri restricta – södra Mexiko (högländer i Oaxaca)
  - Cyanocitta stelleri ridgwayi – högländer i södra Mexiko (Chiapas) till Guatemala och El Salvador
  - Cyanocitta stelleri lazula – högländerna i El Salvador
  - Cyanocitta stelleri suavis – högländer från västra Honduras till centrala Nicaragua

Granskrikans utbredningsområde.

Underarterna teotepecencis, ridgwayi och lazula inkluderas ofta i coronata.

## Levnadssätt
Granskrikan är vanlig i barr- och blandskogar, där den ses i smågrupper på jakt efre frön, frukt och insekter. Bobygge inleds i mars, med äggläggning fram till mitten av juli.

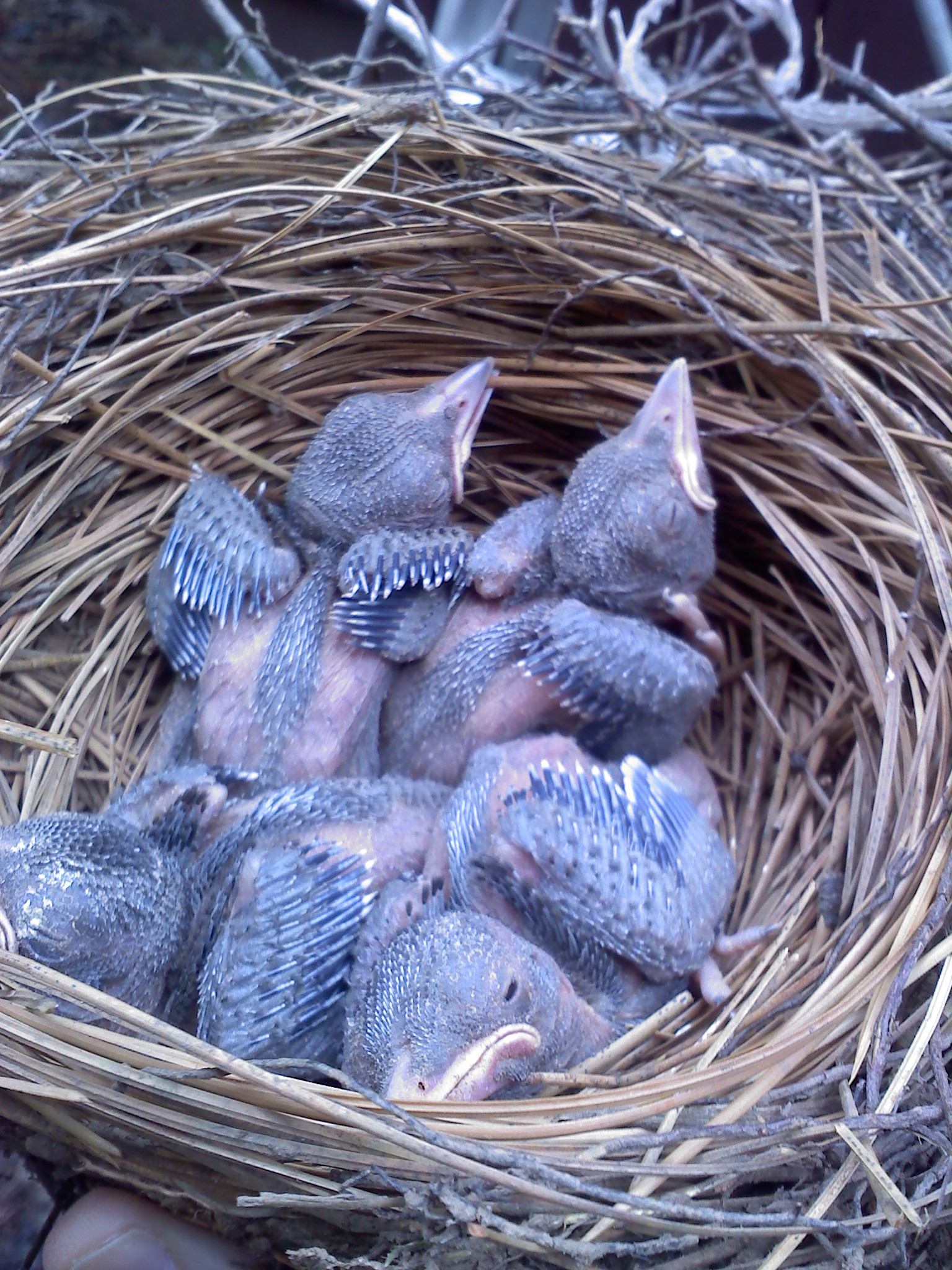
Bo med ungar.

## Status och hot
Arten har ett stort utbredningsområde och en stor population, och tros öka i antal. Utifrån dessa kriterier kategoriserar internationella naturvårdsunionen IUCN arten som livskraftig (LC).

## Namn
Fågelns vetenskapliga artnamn hedrar Georg Wilhelm Steller (född Stöhler, 1709-1746), tysk naturforskare och upptäcktsresande som deltog i Vitus Berings expedition till Ryska Amerika. Tidigare kallades den stellerskrika även på svenska, men tilldelades 2024 ett mer informativt namn av BirdLife Sveriges taxonomikommitté.